# Göddingen
Göddingen (niederdeutsch Görgen) ist ein Ortsteil der Stadt Bleckede in Niedersachsen.

## Geographie
Der Ort liegt drei Kilometer südöstlich von Bleckede.

## Geschichte
Für das Jahr 1848 wird angegeben, dass Göddingen 23 Wohngebäude hatte, in denen 165 Einwohner lebten. Zu der Zeit war der Ort nach Barskamp eingepfarrt, die Schule befand sich im Ort. In der Nähe des Ortes befand sich bis ins 19. Jh. das inzwischen zerstörte Großsteingrab Göddingen. Ab 1895 war Göddingen an die Bleckeder Kreisbahn angeschlossen.
Am 1. Dezember 1910 hatte Göddingen im Kreis Bleckede 249 Einwohner. 1928/29 wurde Nindorf als selbständige Gemeinde aufgelöst und nach Göddingen eingemeindet. Bei der Volkszählung vom 13. September 1950 ergab sich, dass im Ort 696 Einwohner in 166 Haushalten lebten. Am 1. März 1974 wurde Göddingen nach Bleckede eingemeindet.